# ISO 3166-2:IN
ISO 3166-2:IN é a entrada para a Índia no ISO 3166-2, parte do padrão ISO 3166 publicado pela International Organization for Standardization (ISO), que define códigos para os nomes das principais divisões administrativas (por exemplo, províncias ou estados) de todos os países codificado em ISO 3166-1.
Atualmente para a Índia, códigos ISO 3166-2 estão definidos para 28 estados e 8 territórios da União.
Cada código é constituído por duas partes, separadas por um hífen. A primeira parte é IN, a ISO 3166-1 alfa-2 Código da Índia. A segunda parte é duas letras, atualmente utilizados em chapas de matrícula de veículos, com algumas exceções.

## Códigos atuais
Os nomes das subdivisões estão listados como no padrão ISO 3166-2 publicado pelo ISO 3166 Maintenance Agency (ISO 3166/MA).
Clique no botão no cabeçalho para ordenar cada coluna.
| Código | Nome da subdivisão                | Categoria           |
| ------ | --------------------------------- | ------------------- |
| IN-AP  | Andra Pradexe                     | estado              |
| IN-AR  | Arunachal Pradexe                 | estado              |
| IN-AS  | Assão                             | estado              |
| IN-BR  | Biar                              | estado              |
| IN-CT  | Chatisgar                         | estado              |
| IN-GA  | Goa                               | estado              |
| IN-GJ  | Guzerate                          | estado              |
| IN-HR  | Harianá                           | estado              |
| IN-HP  | Himachal Pradexe                  | estado              |
| IN-JH  | Jarcanda                          | estado              |
| IN-KA  | Carnataca                         | estado              |
| IN-KL  | Querala                           | estado              |
| IN-MP  | Madia Pradexe                     | estado              |
| IN-MH  | Maarastra                         | estado              |
| IN-MN  | Manipur                           | estado              |
| IN-ML  | Megalaia                          | estado              |
| IN-MZ  | Mizorão                           | estado              |
| IN-NL  | Nagalândia                        | estado              |
| IN-OR  | Orissa                            | estado              |
| IN-PB  | Panjabe                           | estado              |
| IN-RJ  | Rajastão                          | estado              |
| IN-SK  | Siquim                            | estado              |
| IN-TN  | Tâmil Nadu                        | estado              |
| IN-TG  | Telanganá                         | estado              |
| IN-TR  | Tripurá                           | estado              |
| IN-UT  | Utaracanda                        | estado              |
| IN-UP  | Utar Pradexe                      | estado              |
| IN-WB  | Bengala Ocidental                 | estado              |
| IN-AN  | Andamão e Nicobar                 | território da União |
| IN-CH  | Chandigar                         | território da União |
| IN-DN  | Dadrá e Nagar Aveli e Damão e Diu | território da União |
| IN-DL  | Deli                              | território da União |
| IN-JK  | Jamu e Caxemira                   | território da União |
| IN-LA  | Ladaque                           | território da União |
| IN-LD  | Laquedivas                        | território da União |
| IN-PY  | Pondicheri                        | território da União |

Notas
1. ↑  Código inconsistente com o código de registro do veículo, que CG
2. ↑  Mudou seu nome oficial de Orissa para Odixá em 2011. OD substituído OR como código de registo do veículo, mas não como código ISO 3166-2.[1][2]
3. ↑  Código inconsistente com o código de registro do veículo, o que é TS.[3][4]
4. ↑  Código inconsistente com o código de registro do veículo, o que é UK. Antes de renomeação do estado de Utaranchal para Utaracanda em 2007, o código de registo do veículo foi UA e o código ISO 3166-2 era IN-UL.

## Mudanças
As seguintes alterações na entrada foram anunciados em boletins pela ISO 3166/MA, desde a primeira publicação da norma ISO 3166-2, em 1998. ISO parou a  emissão boletins em 2013.
| Boletim informativo | Data de emissão                   | Descrição da alteração no boletim informativo | Código/mudança subdivisão                                                 |
| ------------------- | --------------------------------- | --- | ------------------------------------------------------------------------- |
| Newsletter I-2      | 2002-05-21                        | Reorganização parcial da disposição subdivisão: Três novos estados. A adição de um nome alternativo para um estado. Nova fonte de lista                                  | subdivisões adicionadas: IN-CH Chatisgar IN-JH Jarcanda IN-UL Uttaranchal |
| Newsletter I-3      | 2002-08-20                        | Correção de erro: duplicado uso de IN-CH corrigido. correção ortográfica                                                                                                 | Códigos: (para corrigir uso duplicado) Chhattīsgarh: IN-CH → IN-CT        |
| Newsletter I-4      | 2002-12-10                        | Correção de erro: Reintrodução de antigo nome no formulário IN-WB |                                                                           |
| Newsletter II-3     | 2011-12-13 (corrigido 2011-12-15) | Adição de termos genéricos administrativos locais, atualização das línguas oficiais de acordo com a ISO 3166-2, além de uma atualização de comentário e lista de fontes. | Códigos: IN-UL Uttaranchal → IN-UT Uttarakhand                            |

As seguintes alterações na entrada estão listados no catálogo online da ISO, a plataforma online de Navegação:
| Data efetiva de mudança | Breve descrição da mudança (en) |
| ----------------------- | --- |
| 2014-10-30              | Adicionado um estado IN-TG; alterou a ortografia da IN-OR; atualização de lista de fontes e de código fonte                                                              |
| 2011-12-13              | Adição de termos genéricos administrativos locais, atualização das línguas oficiais de acordo com a ISO 3166-2, além de uma atualização de comentário e lista de fontes. |